# إله الحرب: شبح إسبرطة
إله الحرب: شبح إسبرطة (بالإنجليزية: God of War: Ghost of Sparta)، هي لعبة فيديو اكشن-مغامرات من منظور الشخص الثالث، أنتجت من قبل سوني كمبيوتر إنترتينمنت سنة 2010، وتعمل على نظامي: بلاي ستيشن 3 وبلاي ستيشن بورتبل، وتدور احداث اللعبة بين احداث الجزء الأول من والثاني من السلسلة الأساسية.

## القصة
أعلمت عرافةٌ آلهةَ الأولمب بأن نهاية الأولمب ستكونُ على يدِ «محاربٍ موسوم» بشريّ. ظن آلهة الأولمب زفس وآريس بأن هذا المحارب هو ديموس، شقيق كراتوس، نظرًا لوحمات الولادة التي على جسده.
بينما كان كراتوس وديموس يتدربان -وقد كانا صبيّين-، حاصر آريس القرية ومعه أثينا، فخطف آريس ديموس ظانًّا بأنهُ هوَ المحاربُ المقصود. حاول كراتوس أن ينقذ شقيقه لكن آريس ضرب كراتوس على عينه اليمنى فشترها وحال هذا دون مقدرة الأخير على إنقاذ شقيقه. حاول آريس أن يقتل كراتوس لتماديه عليه، فأوقفته أثينا لأنهما حصلا على ما جاءا لأجله، وهو المحارب الموسوم. اعتذرت أثينا لكراتوس فانطلق آريس وأثينا إلى خارج القرية حتى أُرْسِلَ ديموس إلى أرضِ الموت ليُسْجَنَ هناكَ ويُعَذَّبَ على يدِ إله الموت، ثاناتوس.
بينما كان يجلس كراتوس على عرشه، انتابته العديد من الرؤى لماضيه كمحارب بشريّ، فقرر كراتوس -رغم تحذير أثينا له- أن يكتشف المزيد عن ماضيه، فراح يقصد معبد بوصيدون الموجود في مدينة أطلنطس. حاول بوصيدون أن يمنع كراتوس من دخول المدينة بإرساله وحشًا يدعى سكيلا، لكن بعد عدة جولات مع الوحش، انتهى الأمر بقتل سكيلا ووصول كراتوس إلى مدينة أطلنطس. هناك وجد كراتوس كاليستة، أمه، التي كانت مستلقية على فراشها واضحة عليها ملامح احتضارها، والتي أباحت له هوية أبيه بصوت مبهم لعدم مقدرتها على الكلام، وكذلك أباحت له بأن شقيقه ديموس ما زال حيًّا، والآن هو يُعَذَّبُ في أرض الموت. وفجأةً، تحوّلت أمه كاليستة إلى وحش بشع حاول أن يقتل كراتوس، مما أجبره على قتل هذا الوحش، فعادت أمه إلى هيئتها البشرية. وبأنفاسها الأخيرة، شكرتهُ وطلبت منه أن يبحث عن شقيقه ديموس في إسبرطة. وقبل أن يغادر كراتوس مدينة أطلنطس، قابل الجبّارة ثيرا وهي محبوسةً فحررها؛ مما تسبّبت بفيضانٍ دمَّرَ مدينة أطلنطس بأكملها.
بعد قتل كراتوس لابنة إله الموت إيرينيس في عقبة آرونية، وصل إلى إسبرطة وهناك مجّده جنوده السابقون، وفي طريقه إلى معبد آريس، وجد مجموعة من الإسبرطيّين مع قائدهم الإسبرطي الأخير، وهم يهدمون تمثالاً لآريس، ليبدلونه بتمثالٍ لكراتوس. ثم قصد كراتوس سجون إسبرطة ليطاردَ متمرّدًا مواليًا لآريس، الذي حاول أن يقتل كراتوس بتحريره أسد بايريوس. وانتهى الأمر بقتل المتمرد والأسد البايريوسيّ معًا. عاد كراتوس إلى معبد آريس، وبعد مقابلته لنظيره الشبحيّ وهو صغير، تذكَّرَ بأن عليه العودة لأطلنطس ليجد أرض الموت لإنقاذ شقيقه. أعطى الإسبرطيّ الأخيرُ لكراتوس أسلحته السابقة كهديّة، تسمى بأسلحة إسبرطة، وبعدها غادر كراتوس.
بعد أن غادر كريتوس إسبرطة، عاد إلى أطلنطس، وعندما اقتربت سفينته من المدينة المغمورة، أغرقها أتباع بوصيدون وقتلوا جميع طاقم السفينة، فغرقت السفينة. وبينما كان كراتوس في أعماق البحر، تحدث تمثال بوصيدون على لسان إله البحر نفسه لكراتوس، مخبرًا إياه بأنه سيدفع الثمن لتدميره مملكته ولن ينسى له فعلته. وبعد أن تجاوز كراتوس حطام المدينة، هناك حذره حفار القبور بأن لا يُغْضِبَ الآلهة. وأخيراً، وجد كريتوس البوّابةَ لأرض الموت.
دخل كراتوس أرض الموت، وفي نهاية المطاف، وجد شقيقه المسجون ديموس، فحرره من قيده. ولكن ديموس كان غاضباً وثائرًا جدًّا على شقيقه؛ لعدم إنقاذه إياه من قبل، وقال له بأنه لن ينسى فعلته ولن يسامحه أبدًا. ثم بدأ صراع بين الشقيقين حتى انهال ديموس بالضرب على كراتوس، وأخيرًا، حضر ثاناتوس إله الموت وهو يطير فالتقط ديموس وأخذه إلى جرف الانتحار. فلحق به كراتوس، وكاد ديموس أن يسقط من حافة الجرف، لكن حال كرتوس دون سقوط شقيقه، فتآلفا مجددًا وأعطى كراتوس أسلحة إسبرطة لديموس لقتال ثاناتوس. فقاتلاه معًا إلى أن تحول ثاناتوس إلى وحشٍ كبير أسود، فقُتل ديموس على يدي الوحش، وثار كراتوس حتى قتل إله الموت بكل روح غاضبة. حمل كراتوس جثة شقيقه المقتول وصعد إلى أعلى الجبل، وهناك كان قبر جاهز حُفِرَ على يد حفار القبور، فدُفِنَ ديموس واستعمل كراتوس أسلحة إسبرطة كشاهدٍ لقبره. خطا كريتوس إلى جرف الانتحار وسأل نفسه: ‌«بحق الآلهة، ما الذي أصبحتُ عليه؟» فأجابه حفار القبور: «الموت... مدمر العالم». فاستدار كريتوس لينظر إليه إلّا أنه اختفى وظهرت أثينا من البوابة وأخبرته بأن روابطه مع العالم البشري الفاني قد انتهت، والآن هو جاهز ليُصْبِحَ إلهًا. حاولت أثينا أن ترفع مقامه إلى مقام الإله إلا أنه أوقفها بسبب غضبه، وإذ تقدم إلى البوابة عائدًا إلى عرشه، قالت له أثينا: «سامحني... أخي». هنا كشفت أثينا بأنها وكراتوس أشقاء.
وأخيرًا، ظهر كراتوس جالسًا على عرشه بدرع الإله الجديد. وعليه نظرات الانتقام من جميع الآلهة لخيانتهم له.

## الشخصيات
• كراتوس: ويؤدي صوته تيرينس سي كارسون.
• أثينا: وتؤدي صوتها أيرين تورپي ‏.
• ديموس: ويؤدي صوته مارك ديكلين.
• آريس: ويؤدي صوته ستيڤين بلوم.
• لانايوس: ويؤدي صوته فريد تاتاشوري.
• حفار القبور: ويؤدي صوته پول أيدينگ ‏.
• الملك ميداس: ويؤدي صوته فريد تاتاشوري.
• كاليستة: وتؤدي صوتها جينيفير هيل.
• ثيرا: وتؤدي صوتها دي دي ريشر ‏.
• پوسايدون: ويؤدي صوته گيدون أيمري.
• إيرينيس: وتؤدي صوتها جينيفير هيل.
• ثاناتوس: ويؤدي صوته آرثر بورگاردت.
• المتمرّد: ويؤدي صوته پول أيدينگ ‏.
• الإسبرطيّ الأخير: ويؤدي صوته گيدون أيمري.

## أسلحة
• نصلا أثينا: وهما نصلان وهبتهما أثينا لكراتوس في نهاية إله الحرب الأول.
• أسلحة إسبرطة: وهي عبارة عن رمحٍ إسپرطي ودرع برونزي موسوم بعلامة لامدا الإغريقية {\displaystyle \bigwedge }.
• حنق ثيرا: وهي قوة تعطي لكراتوس القدرة على إكساب نصلي أثينا نارًا.

## القدرات السحرية
• عين أطلنطس: وهو أثر قديم عائد إلى الإله پوسايدون، يسخّرُ به كراتوس قوى أطلنطس ليصعق بها الأعداء.
• نقمة أيرينيس: أثرٌ حصل عليه كراتوس بعد قتل أيرينيس. يطلق به فراغاتٍ سوداء تشد الأعداء لتدوّرهم في دوّامة فتلحق ضرراً بهم.
• قرن بورياس: قرنٌ يستدعي به كراتوس عاصفةً ثلجيّةً تجمّدُ الخصوم حوله.

## أغراض
• جمجمة كيريس: مفتاحٌ يحصل عليه كراتوس لدخول أرض الموت لإنقاذ شقيقه ديموس.
• معدات الأوتوماتون (4x): أسلحة الأوتوماتونات تعمل كمفاتيح لفتح عدة أبواب ولتنشيط هياكل معينة.
• مفتاح كريت: مفتاحٌ يفتح به كراتوس عدة أبواب في جزيرة كريت.
• رمح پوسايدون الثلاثي: يمكّن كراتوس من التنفّس تحت الماء.

## أنواع الأعداء
• الصقلوب.
• الصقلوب المدرَّع.
• الغرغونة.
• المِنثَور.
• المِنثَور الوحشي.
• الجيريون.
• الأوتوماتون.
• الجثث الملعونة.
• الكلاب المسعورة.
• العناكب الملعونة.
• الهاربيز.
• الهاربيز النارية.
• الهاربيز المُرَمَّلة.
• الهوبليت.
• الهوبليت الرامي.
• الهوبليت المدافع.
• الهوبليت الحارس.
• حفارات بورياس.
• فِراخُ حفارات بورياس.
• فِراخُ سكيلا.
• أطياف كيريس.
• طائر الغُدَاف.
• الساتير.
• الترايتون القاتل.
• الترايتون الجندي.
• الترايتون الزعيم.

## وصلات خارجية
- إله الحرب: شبح إسبرطة على موقع IMDb (الإنجليزية)

- Official Site
- God of War: Ghost of Sparta at قاعدة بيانات الأفلام على الإنترنت

http://godofwar.wikia.com/wiki/God_of_War:_Ghost_of_Sparta